# Merogomphus vandykei
Merogomphus vandykei är en trollsländeart som beskrevs av James George Needham 1930. Merogomphus vandykei ingår i släktet Merogomphus och familjen flodtrollsländor. Inga underarter finns listade i Catalogue of Life.